# Elophila icciusalis
Elophila icciusalis is een vlinder uit de familie van de grasmotten (Crambidae), uit de onderfamilie van de Acentropinae. De wetenschappelijke naam van deze soort is voor het eerst gepubliceerd in 1859 door Francis Walker.

## Ondersoorten
- Leucochroma icciusalis icciusalis Walker, 1859
- Leucochroma icciusalis albiplaga Munroe, 1972
- Leucochroma icciusalis avalona Munroe, 1972

## Verspreiding
De soort komt voor in Canada, Verenigde Staten en Venezuela.